# The Great Antonio
Anton Baričević, meglio conosciuto come The Great Antonio (Zagabria, 10 ottobre 1925 – Montréal, 7 settembre 2003), è stato un sollevatore, wrestler e attore jugoslavo naturalizzato canadese.
Ritiratosi dall'attività dopo un incidente sul ring con Antonio Inoki, divenne una popolare figura "eccentrica" nella zona di Montréal fino alla morte.

## Biografia
Anton Baričević nacque nel 1925 a Zagabria, Regno di Jugoslavia. Molto forte sin da bambino, i biografi hanno scritto che all'età di sei anni andò a lavorare con piccone e pala, e che all'età di 12 anni era già in grado di sradicare un albero con la sola forza bruta delle proprie braccia e un cavo legato al collo per tirare il tronco. Durante la seconda guerra mondiale Anton finì in un campo profughi a Bagnoli in provincia di Napoli. Nel 1945 emigrò in Canada, dove adottò il nome Antonio Barichievich. Non ha mai discusso le sue esperienze durante la guerra, ma i biografi ipotizzano che sia stato psicologicamente segnato dalle vicissitudini trascorse durante il conflitto.

### Carriera

#### Carriera nel wrestling
In aggiunta alla sua attività come strongman, ebbe anche una carriera nel wrestling con i ring name Le Grand Antonio o The Great Antonio. Nel 1971 Barichievich arrivò vicino alla conquista del titolo Stampede North American Heavyweight Championship, ma i fan quasi causarono dei disordini all'idea che Antonio, un lottatore heel all'epoca, potesse sconfiggere l'eroe di casa. La sua carriera nel wrestling proseguì nella New Japan Pro-Wrestling negli anni settanta, ma con scarsi successi. L'8 dicembre 1977 al Ryogoku Sumo Hotel, fu protagonista di un famigerato match con Antonio Inoki durante il quale Barichievich, ormai vistosamente sovrappeso, inspiegabilmente cominciò a colpire veramente Inoki; il lottatore giapponese rispose in maniera "Shoot" colpendolo ripetutamente, e mandandolo KO con una serie di schiaffi, pugni e calci sulla testa. Antonio finì l'incontro in una pozza di sangue. L'episodio segna la fine dell'attività di wrestler di Great Antonio, che non combatterà mai più in futuro.

#### Cinema e televisione
Negli anni Barichievich apparve in alcuni film, inclusi La guerra del fuoco, The Abominable Snowman e A 20th Century Chocolate Cake. Inoltre, fece alcune apparizioni negli Stati Uniti in vari show televisivi, inclusi The Ed Sullivan Show e The Tonight Show.

### Anni successivi e morte

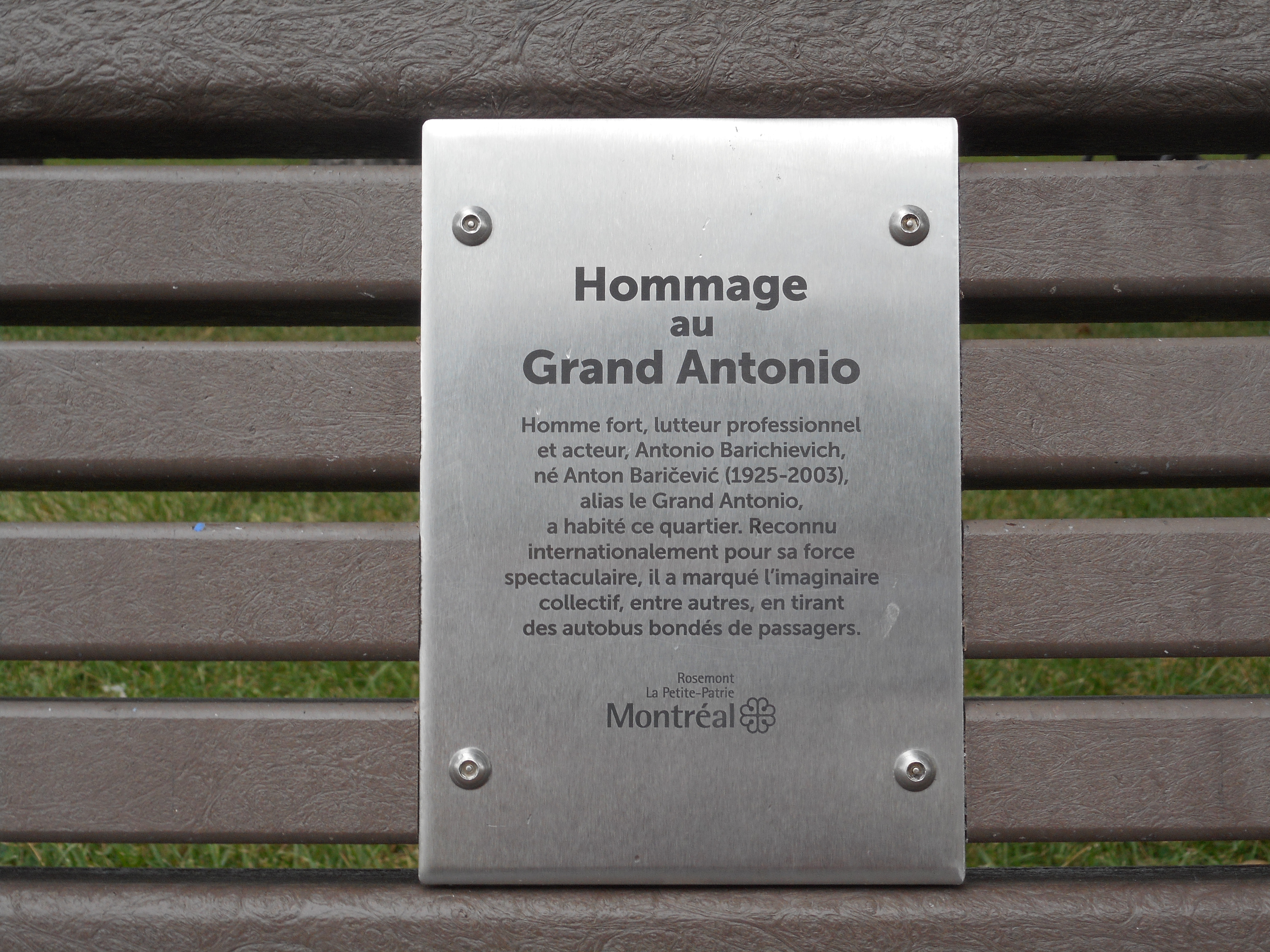
Targa commemorativa dedicata a The Great Antonio a Montreal, Canada

Negli anni novanta divenne una sorta di eccentrico eroe locale a Montreal, precisamente dalle parti dell'area di Rosemont, dove, afflitto da alcolismo, per sbarcare il lunario vendeva le sue foto di quando era uno strongman. Una volta disse di essere italiano, invece che di discendenza croata. In anni successivi, affermò anche di essere un extraterrestre. Quasi analfabeta, povero ed afflitto da problemi di salute, frequentava spesso un negozio locale di ciambelle e dormiva di frequente in metropolitana.
Barichievich morì nel 2003 all'età di 77 anni a causa di un infarto mentre si trovava in un negozio di alimentari a Montreal. Poco tempo prima della morte, girava per le strade trasportando in grossi sacchi della spazzatura "ogni pezzo di carta che era stato scritto su di lui nel corso degli anni e ritagli di giornali da tutto il mondo". Tra le sue carte, furono rinvenute anche una lettera dell'ufficio di Bill Clinton, e vecchie fotografie di Barichievich con celebrità quali Pierre Trudeau, Liza Minnelli, Lee Majors, Sophia Loren e Johnny Carson.
Nel 2015 gli sono stati dedicati una targa e una panchina nel quartiere Rosemont–La Petite-Patrie di Montreal, dove aveva vissuto gli ultimi 20 anni della sua vita in un piccolo appartamento.